# Witold Górski (1920–2011)
Witold Stanisław Górski (ur. 17 lipca 1920 w Rybnie, zm. 28 kwietnia 2011 w Warszawie) – polski działacz partyjny i państwowy, inżynier mechanik oraz dyplomata, podsekretarz stanu w Ministerstwie Handlu Zagranicznego (1973–1974) i Ministerstwie Przemysłu Maszynowego (1974–1978).

## Życiorys
Syn Stanisława i Witoldy. W 1939 zdał maturę Liceum Matematyczno-Fizycznego w Warszawie, następnie w okresie wojny pracował jako buchalter rolny w majątku Rybno koło Sochaczewa. Ukończył inżynierię mechaniczną w Państwowej Szkole Inżynierskiej w Poznaniu (inżynier w 1948) i Politechnice Warszawskiej (magister inżynier w 1960). Pracował jako kierownik oddziału w Zakładach Sodowych w Inowrocławiu-Mątwach (1948–1949), asystent, wicedyrektor techniczny, kierownik wydziału spawalni i montażu oraz zastępca głównego inżyniera w FSO „Żerań” w Warszawie (1949–1953), międzyczasie praktykant w Zakładach Samochodowych w Gorki (1950–1951). Następnie główny inżynier w Sanockiej Fabryce Wagonów (1953–1954), zastępca głównego inżyniera w Zjednoczeniu Przemysłu Wyrobów Precyzyjnych w Warszawie (1954) i główny inżynier w Centralnym Zarządzie Przemysłu Metalowego (1954–1956).
W 1956 wstąpił do Polskiej Zjednoczonej Partii Robotniczej. Pomiędzy 1960 a 1965 wicedyrektor i dyrektor Centrali Importowo-Exportowej „Impexmetal”. Od 1965 do 1970 kierował Departamentem Maszyn i Urządzeń w Ministerstwie Handlu Zagranicznego, następnie do 1973 pozostawał radcą handlowym w ambasadzie PRL w Paryżu. Zajmował stanowisko podsekretarza stanu w Ministerstwie Współpracy Gospodarczej z Zagranicą (maj 1973 – kwiecień 1974) i Ministerstwie Przemysłu Maszynowego (kwiecień 1974 – wrzesień 1978). W latach 1978–1982 radca handlowy (minister pełnomocny) w ambasadzie PRL w Moskwie.
6 maja 2011 pochowany na Cmentarzu Powązkowskim w Warszawie.